# 南加州大学古尔德法学院

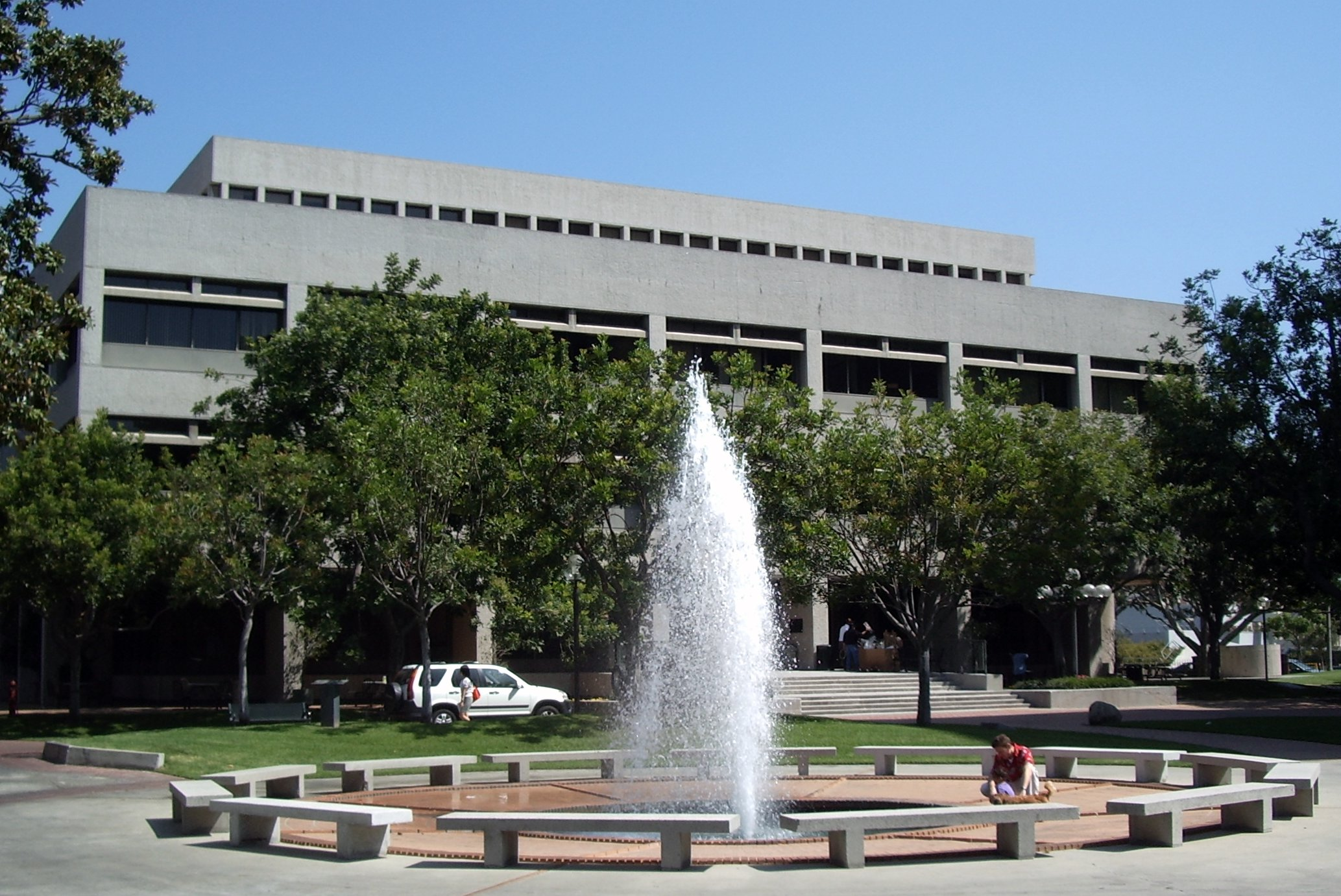
法学院大楼

南加州大学古尔德法学院（University of Southern California Gould School of Law，简称 USC Gould School of Law）
是一所在美国加州洛杉矶创设的法学院。该学院成立於1896年；1904年成為南加州大学的附屬學院。该学院在《美国新闻与世界报道》的法学院排名里被评为第18名。